# General Electric H80
O General Electric H80 é uma família de motores aeronáuticos turboélice produzido pela GE BGA Turboprops. O H80 é uma versão atualizada do Walter M601.

## Projeto e desenvolvimento
O H80 incorpora tecnologias sofisticadas para melhorar o confiável turboélice M601, aumentando a potência e a eficiência de combustível. O H80 resultou em uma melhoria significativa de potência em relação ao M601, alcançando 800 engine incorporates sophisticated technologies to advance the legacy M601 reliable commercial turboprop, improving power and fuel efficiency. The H80 results in a significant power upgrade over the M601, reaching 800 shp contra 650 shp do M601, melhorando também o desempenho em dias quentes. Tal melhoria é uma das principais razões pelas quais foi escolhido para motorizar o avião agrícola Thrush Model 510.
O H80 foi certificado pela EASA em 13 de Dezembro de 2011, seguido pela FAA em 13 de Março de 2012. O certificado tipo russo foi recebido em Outubro de 2012 e o motor também foi aprovado pela ANAC e o órgão regulador argentino.

## Variantes
H80anteriormente M601H-80
H75novo derivado com 750 shp
H85novo derivado com 850 shp

## Aplicações
- Thrush Model 510
- Let 410NG
- Technoavia Rysachok[4]
- CAIGA Primus 150
- Nextant G90XT[5]
- Dart 550